# Gare d’Angoulême
Gare d’Angoulême - stacja kolejowa w Angoulême, w regionie Nowa Akwitania, w departamencie Charente, we Francji. Położona jest od Paryża 2 h 10 min, a od Bordeaux 55 min jazdy pociągiem TGV. Stacja została otwarta 20 września 1852.